# Caunsall
Caunsall – osada w Anglii, w hrabstwie Worcestershire, w dystrykcie Wyre Forest. Leży 27 km na północ od miasta Worcester i 177 km na północny zachód od Londynu.